# آنتونیو پینتو
آنتونیو پینتو (به پرتغالی: Antônio Pinto) (زادهٔ ۱۹۶۷) آهنگساز اهل برزیل است. او فرزند کارتونیست برجستهٔ برزیلی زیرالدو و برادر دانیه‌لا توماش فیلمساز و کارگردان برزیلی است.
او تاکنون برندهٔ جوایز گوناگونی در زمینه ساخت موسیقی شده و یک بار نیز به همراه شکیرا در سال ۲۰۰۸ میلادی، نامزدِ دریافتِ جایزهٔ «بهترین ترانهٔ فیلم» در شصت و پنجمین مراسم گلدن گلوب بابت ساخت آهنگِ ترانهٔ «خدا نگهدار» برای فیلم عشق سال‌های وبا بود. او موسیقی متن مجموعه تلویزیونی ساحل پشه را ساخته است.

## گزیدهٔ آثار
- نیمه‌شب (۱۹۹۸)
- ایستگاه مرکزی (۱۹۹۸)
- ماورای خورشید (۲۰۰۱)
- شهر خدا (۲۰۰۲)
- کرونیکا (۲۰۰۴)
- وثیقه (۲۰۰۴)
- ارباب جنگ (۲۰۰۵)
- سفر به انتهای شب (۲۰۰۶)
- ۱۰ مورد یا کمتر (۲۰۰۶)
- عشق سال‌های وبا (۲۰۰۷)
- کاملاً غریبه (۲۰۰۷)
- یک محصول بهشتی (۲۰۰۹)
- بیگانه را بگیر (۲۰۱۲)
- خبرچین (۲۰۱۳)
- میزبان (۲۰۱۳)
- زباله (۲۰۱۴)
- بیخود از خود (۲۰۱۵)
- ایمی (۲۰۱۵)
- مک‌فارلند، آمریکا (۲۰۱۵)
- شات کالر (۲۰۱۷)
- دیگو مارادونا (۲۰۱۹)
- پسری که باد را مهار کرد (۲۰۱۹)
- جو بل (۲۰۲۰)
- ساحل پشه (۲۰۲۱)
- بیدار (۲۰۲۱)